# Тиогуанин
Тиогуанин — цитостатический препарат из группы антиметаболитов пуринов. Структурно очень близок к меркаптопурину. Обладает, подобно меркаптопурину, выраженной иммуносупрессивной активностью.

## Фармакологическое действие
Механизм действия связан с нарушением синтеза ДНК и с блокированием митотического процесса в опухолевой клетке. Тиогуанин обладает избирательностью к клеткам костного мозга.

## Фармакокинетика
После приема внутрь всасывается из ЖКТ около 30 % принятой дозы тиогуанина. Проникает через ГЭБ. Биотрансформируется в печени. T1/2 составляет в среднем 80 мин. Выводится почками в виде метаболитов.

## Показания
Острый лейкоз (миелобластный, монобластный, лимфобластный, недифференцированный); хронический миелолейкоз.

## Режим дозирования
Устанавливают индивидуально, в зависимости от показаний и стадии заболевания, состояния системы кроветворения, схемы противоопухолевой терапии.

## Побочное действие
Со стороны системы кроветворения: лейкопения, тромбоцитопения.
Со стороны пищеварительной системы: тошнота, рвота, диарея, некроз и перфорация слизистой оболочки желудка и кишечника, стоматит; нарушение функции печени, желтуха, портальная гипертензия.
Со стороны репродуктивной системы: аменорея, азооспермия.
Дерматологические реакции: сыпь, зуд.
Прочие: редко — гиперурикемия и/или гиперурикозурия, мочекислая нефропатия (в случае быстрого лизиса клеток).

## Противопоказания
Лейкопения (менее 3000/мкл>), тромбоцитопения (менее 100 000/мкл), беременность.

## Беременность и лактация
Тиогуанин противопоказан при беременности. При необходимости применения в период лактации следует прекратить грудное вскармливание.
Женщины детородного возраста при применении тиогуанина и в течение последующих 6 мес должны применять надежные методы контрацепции.
В экспериментальных исследованиях установлено тератогенное и эмбриотоксическое действие тиогуанина.

## Особые указания
Больным с нарушениями функции почек или печени назначают тиогуанин в меньшей дозе, при этом необходим контроль функционального состояния этих органов не реже 1 раза/нед.
Не рекомендуют применять у пациентов с ветряной оспой (в том числе недавно перенесенной или после контакта с заболевшими), опоясывающим герпесом и другими острыми инфекционными заболеваниями.
Следует соблюдать осторожность при применении тиогуанина у пациентов, получавших противоопухолевую или лучевую терапию в течение последних 4—6 недель.
Во время терапии и в течение 2 недель после её окончания необходимо контролировать картину периферической крови и показатели костномозгового кроветворения не реже 2 раз/нед. При резко выраженном угнетении кроветворения тиогуанин следует отменить и назначить терапию, стимулирующую гемопоэз.
До начала и во время терапии тиогуанином следует регулярно проводить контроль показателей функции печени (активность АЛТ, АСТ, ЛДГ и уровень билирубина в плазме крови) и определение концентрации мочевой кислоты в сыворотке крови.
Не рекомендуют проводить вакцинацию пациентов (любыми вакцинами) и членов их семей (живыми вакцинами).
У больных с синдромом Леши-Нейхена чувствительность к тиогуанину снижена.
В экспериментальных исследованиях установлено канцерогенное и мутагенное действие тиогуанина.
Тиогуанин в форме таблеток включен в Перечень ЖНВЛС.

## Лекарственное взаимодействие
При одновременном применении тиогуанина с бусульфаном возможно развитие симптомов портальной гипертензии, варикозного расширения вен пищевода и узловатой регенеративной гиперплазии печени.
При одновременном применении с урикозурическими препаратами повышается риск развития нефропатии.